# Hyundai Universe
Hyundai Universe (hangul: 현대 유니버스) je luksuzni model autobusa kojeg proizvodi južnokorejska auto industrija Hyundai. Primarno je namijenjen transportu turista više klase. Naziv Universe je Hyundaijev prefiks za klasu autobusa luksuznog dizajna.
Osim što je prisutan na domaćem, Hyundai Universe se izvozi i na japansko, azijsko-pacifičko, afričko, bliskoistočno te južnoameričko tržište. Konkurenciju mu predstavljaju Kia Granbird i Daewoo FX.

## Modeli
Postoje dva osnovna modela koji se dijele na podmodele:
- Space:
  - Comfort: nasljednik modela Aero Space LD.
  - Classic
  - Elegance: nasljednik modela Aero Space LS.
  - Luxury

- Express
  - Prime: nasljednik modela Aero Hi-Space.
  - Noble: jednostavan moderni autobus.
  - Noble Queen: nasljednik modela Aero Queen Hi-Class.

## Vojni korisnik
- Bangladeš: bangladeška vojska je od Hyundaija naručila Universove modele Express Noble te joj je u konačnici dostavljeno 30 autobusa.[1]

## Galerija slika
- Hyundai Universe Space Classic.
- Hyundai Universe Space Elegance.
- Hyundai Universe Space Luxury.
- Hyundai Universe Express Prime.
- Hyundai Universe Express Noble.
- Vozačka kabina modela Hyundai Universe Express Noble.

## Vanjske poveznice
- Universe autobusi na službenim stranicama Hyundai Motor Companyja